# Domenico Selvo
Domenico Selvo (¿? - 1087) fue dux de la República de Venecia entre 1071 y 1084.

## Antecedentes

Mapa de Italia en el año 1000 mostrando el control bizantino sobre el sur de Italia y la proximidad al Sacro Imperio Romano.

Comenzando con el reinado de Pietro II Candiano en 932, Venecia vio una serie de líderes ineptos como Pietro III Candiano, Pietro IV Candiano, y Tribuno Memmo. La arrogancia y ambición reconocida a estos dux causaba el deterioro de la relación entre el Sacro Imperio Romano al oeste, el estancamiento de la relación con el Imperio bizantino al este, y la discordia local en la República. Sin embargo, en 991, Pietro II Orseolo se convirtió en dux y pasó su reinado empujando los límites de la República más al este bajando por la costa Oeste de la península de los Balcanes con la conquista de Dalmacia en el año 1000. Esto dio fuerza a los lazos comerciales con los imperios del este, como Sicilia, el norte de África y el Sacro Imperio Romano, poniendo fin a las luchas internas entre los ciudadanos de Venecia.
Las negociaciones de Pietro II con el emperador bizantino Basilio II para reducir los aranceles a productos venecianos ayudaron a la prosperidad en la República, ya que los mercaderes podían reducir los costos de la competencia en el mercado internacional de los del Imperio bizantino. Similar a esto, Pietro II había tenido éxito al desarrollar nuevas relaciones con el emperador del Sacro Imperio Romano Otón III, quien le demostró su amistad al devolver tierras anteriormente tomadas a Venecia, abriendo rutas de libre comercio entre los dos estados, y eximiendo a los venecianos del pago de impuestos en el Sacro Imperio Romano.
Mientras crecían el poder y la reputación de Pietro II, los venecianos se comenzaban a preguntar si pensaba establecer una monarquía hereditaria. Sus miedos se confirmaron cuando su hijo, Otto Orseolo (nombrado posteriormente Otto III), asumió el título de dux después de la muerte de Pietro II, convirtiéndose en el dux más joven en la historia de Venecia a la edad de 16 años. El escándalo marcó gran parte del reinado de Otto ya que mostraba una gran inclinación al nepotismo al ascender a varios parientes a posiciones de poder. En 1026, fue destituido por sus enemigos y exiliado a Constantinopla, pero su sucesor, Pietro Barbolano, tuvo tal dificultad para que la ciudad se uniera que parecía que las luchas internas tomarían nuevamente Venecia.

## Biografía
Durante su cargo de dux, sus políticas internas, las alianzas que formó y las batallas en que el ejército veneciano participó, forjaron las bases de las subsecuentes políticas internas y externas de la República de Venecia. Evitó confrontaciones con el Imperio bizantino, el Sacro Imperio Romano de Occidente, y la Iglesia católica, en un tiempo de la historia europea en que los conflictos amenazaban con descontrolar el balance del poder. Al mismo tiempo, formó nuevos acuerdos con las naciones de mayor importancia que aseguraría un largo periodo de prosperidad para la República Veneciana. A través de su alianza militar con el Imperio bizantino, el emperador Alejo I Comneno otorgó a Venecia favores económicos con la declaración de la bula dorada y que permitiría el desarrollo del comercio internacional de la República en los siguientes siglos.
Dentro de la ciudad en sí, supervisó un periodo de construcción en la nueva Basílica de San Marcos más largo que cualquier otro dux. El complejo arquitectónico de la basílica y la costosa decoración permanecen como testimonio de la prosperidad de los comerciantes de Venecia en este periodo. La, en esencia, forma democrática en la que no sólo fue elegido sino fue removido del poder constituyó una parte importante en la transición de la filosofía política en la historia de Venecia. Su derrocamiento en 1084 fue una de las muchas abdicaciones forzadas en los periodos tempranos de la historia de la República que después desvanecieron las líneas entre los poderes de los dux, el electorado común, y la nobleza.
Se casó hacia 1077 con Teodora, hija del emperador bizantino Constantino X Ducas, que introdujo el tenedor en Europa, entre otras costumbres criticadas por los venecianos de entonces como lujos insensatos.